# Tomas Pleje
Tomas Pleje, född 1 april 1959, är en svensk dirigent, kyrkomusiker och körpedagog.
Pleje har arbetat som körkonsulent och är sedan år 2000 director musices vid Umeå universitet och kyrkomusiker i Ålidhems församling i Umeå. Han var dirigent för Kongl. Teknologkören 1987–1988 samt lärare i ensembleledning och körledning vid Musikhögskolan i Piteå och är nu dirigent för Umeå Studentkör.
Vid 100-årsminnet av körnestorn Eric Ericsons födelse tilldelades Pleje Madeleine Ugglas stipendium för sina insatser som körledare.